# Проурзин, Иван Яковлевич
Иван Яковлевич Проурзин (1907—1984) — советский государственный и политический деятель, первый секретарь Ненецкого окружного комитета ВКП(б).

## Биография
Родился 11 января 1907 года в деревне Подхолмишной Воскресенской волости Шенкурского уезда Архангельской губернии (ныне Вельский район Архангельской области).
Окончил церковно-приходную школу и Благовещенскую школу 2-й ступени. В 1973 году окончил Всесоюзный заочный финансово-экономический институт.
Член ВКП(б) с 1924 года, секретарь Шенкурского укома комсомола с 1924 по 1927 года, работник губкома комсомола с 1927 по 1929 года, редактор газеты «Северный комсомолец» в 1930 году, партийный работник, первый секретарь Ненецкого окружкома ВКП (б) с 21 декабря 1931 года по 12 августа 1937 года. Делегат XVII съезда ВКП (б).
В августе 1937 года освобожден от обязанностей первого секретаря Ненецкого окружкома ВКП(б) и назначен директором конторы снабжения Севгосрыбтреста в Архангельске.
В июле 1938 обвинен в создании «контрреволюционной вредительской группы правых» и осужден 28 августа 1939 году по статье 58-7 и 58-11 УК к 25 годам лишения свободы. 17 из них отбыл в лагере на Крайнем Севере.
В апреле 1954 году Верховным судом РСФСР приговор отменён за недоказанность обвинения. Освобожден из ИТЛ «о» МВД в городе Инта 12 мая 1954 года.
Работал техноруком Краснофлотского сплавучастка в Архангельске в 1954 году, директором Плесецкой лесоперевалочной базы в 1956 году, председателем колхоза имени Калинина в 1958 по 1962 года, начальником Плесецкого лесоучастка Архангельской леспромхоза с 1962 года по 1968 года. В 1969 году избран председателем Архангельской области совета ветеранов.
Умер в 23 ноября 1984 года в Архангельске. Похоронен возле села Воскресенское, на берегу озера Святое.